# Escoles de Perafort
Les Escoles de Perafort és una obra del municipi de Perafort (Tarragonès) inclosa en l'Inventari del Patrimoni Arquitectònic de Catalunya.

## Descripció
Edifici de tres cossos. Els laterals fan un angle molt obert, a banda i banda del central. Amb només una planta, el cos central està cobert amb un terrat i els laterals amb teulada a dues vessants amb el carener paral·lel a la façana. La part del mig de l'edifici té dos arcs de mig punt que formen un petit porxo que precedeix l'entrada. A part d'això també té grans finestrals rectangulars.

## Història
L'any 1880, es posà en servei la primera escola de nenes -la de nens ja funcionava-. Hi assistien també alumnes de Puigdelfí, que no tingueren escola pròpia fina el 1922.